# 鸚鮨
鸚鮨，為輻鰭魚綱鱸形目鱸亞目鮨科的其中一種，分布於東太平洋區，從加利福尼亞灣至秘魯海域，棲息深度可達60公尺，體長可達18公分，生活在岩石底質海域，為底棲性魚類，屬肉食性，生活習性不明。

## 擴展閱讀
維基物種上的相關：鸚鮨